# Desicasta purpurascans
Desicasta purpurascans är en skalbaggsart som beskrevs av Conrad L. Schoch 1898. Desicasta purpurascans ingår i släktet Desicasta och familjen Cetoniidae. Inga underarter finns listade i Catalogue of Life.